# Stadion Spartak w Semeju
Stadion Spartak – wielofunkcyjny stadion w Semeju, w Kazachstanie. Swoje mecze rozgrywa na nim drużyna Spartak Semej. Obiekt może pomieścić 15 000 widzów.